# Haemulidae

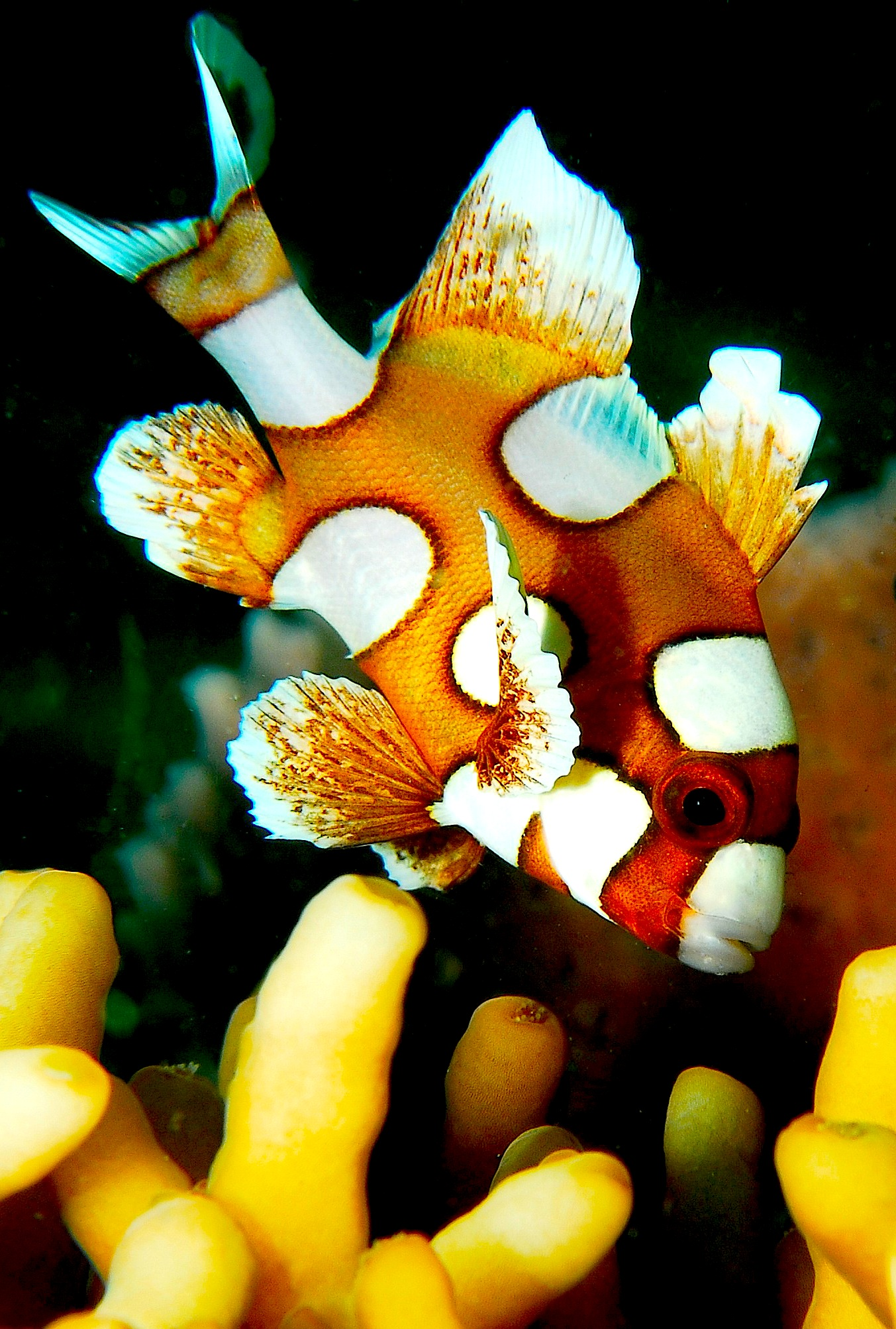
Livrea giovanile di Plectorhinchus chaetodonoides

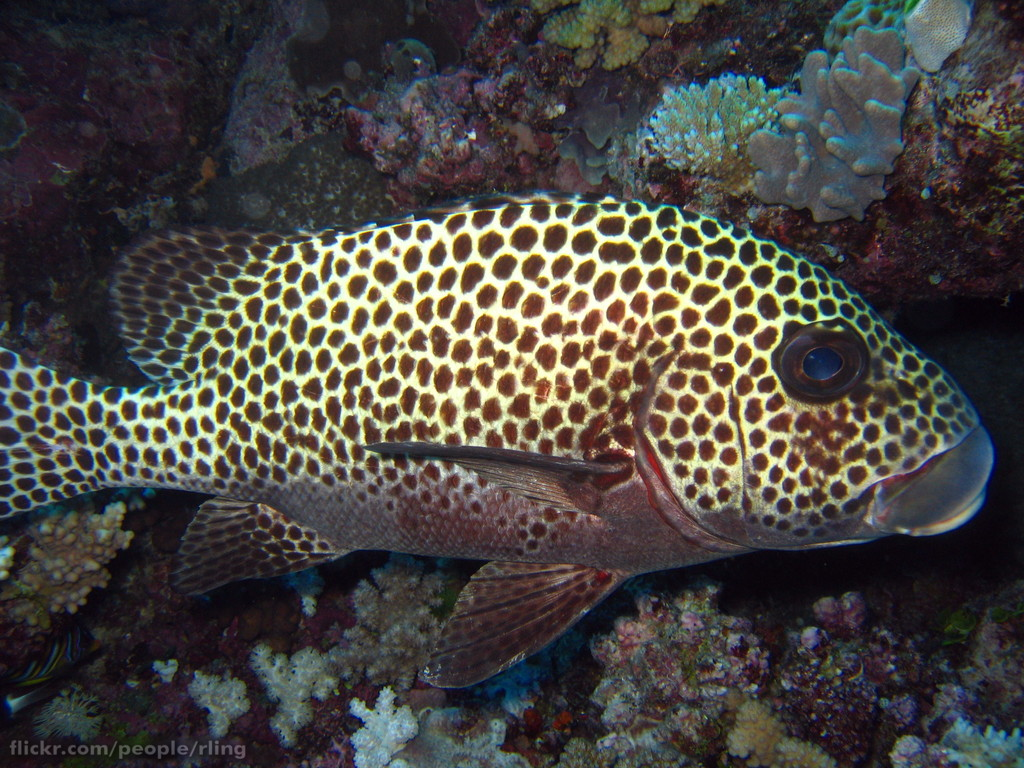
Plectorhinchus chaetodonoides adulto

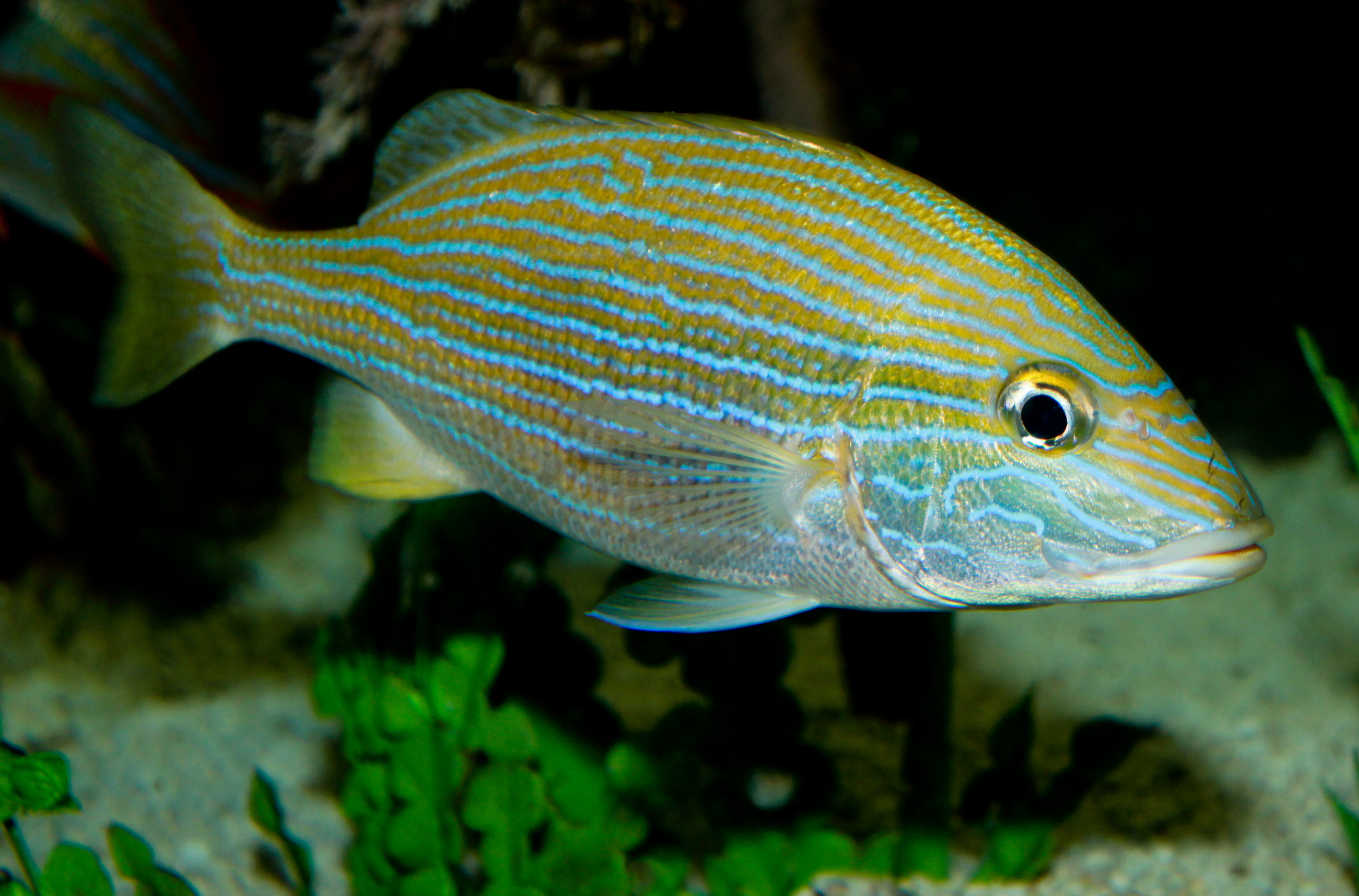
Haemulon sciurus

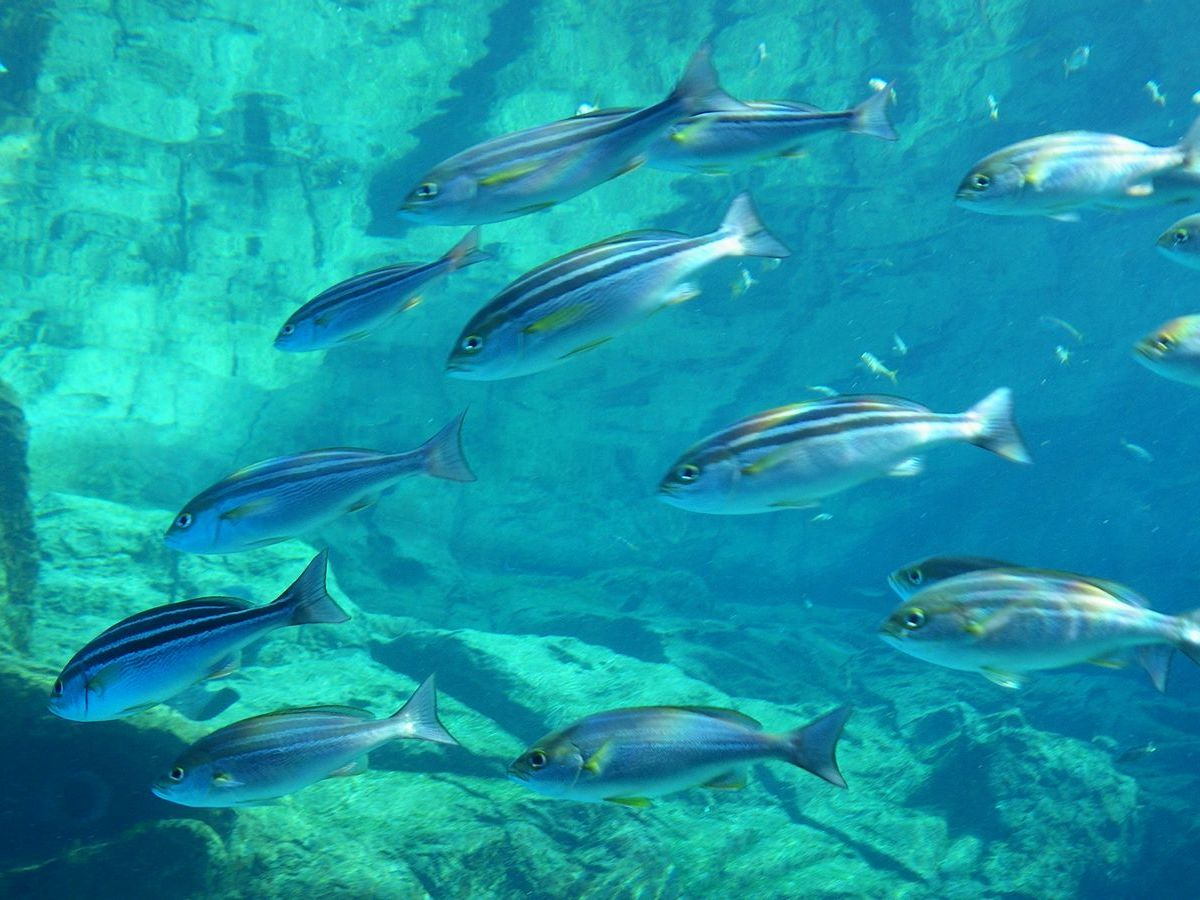
Parapristipoma trilineatum

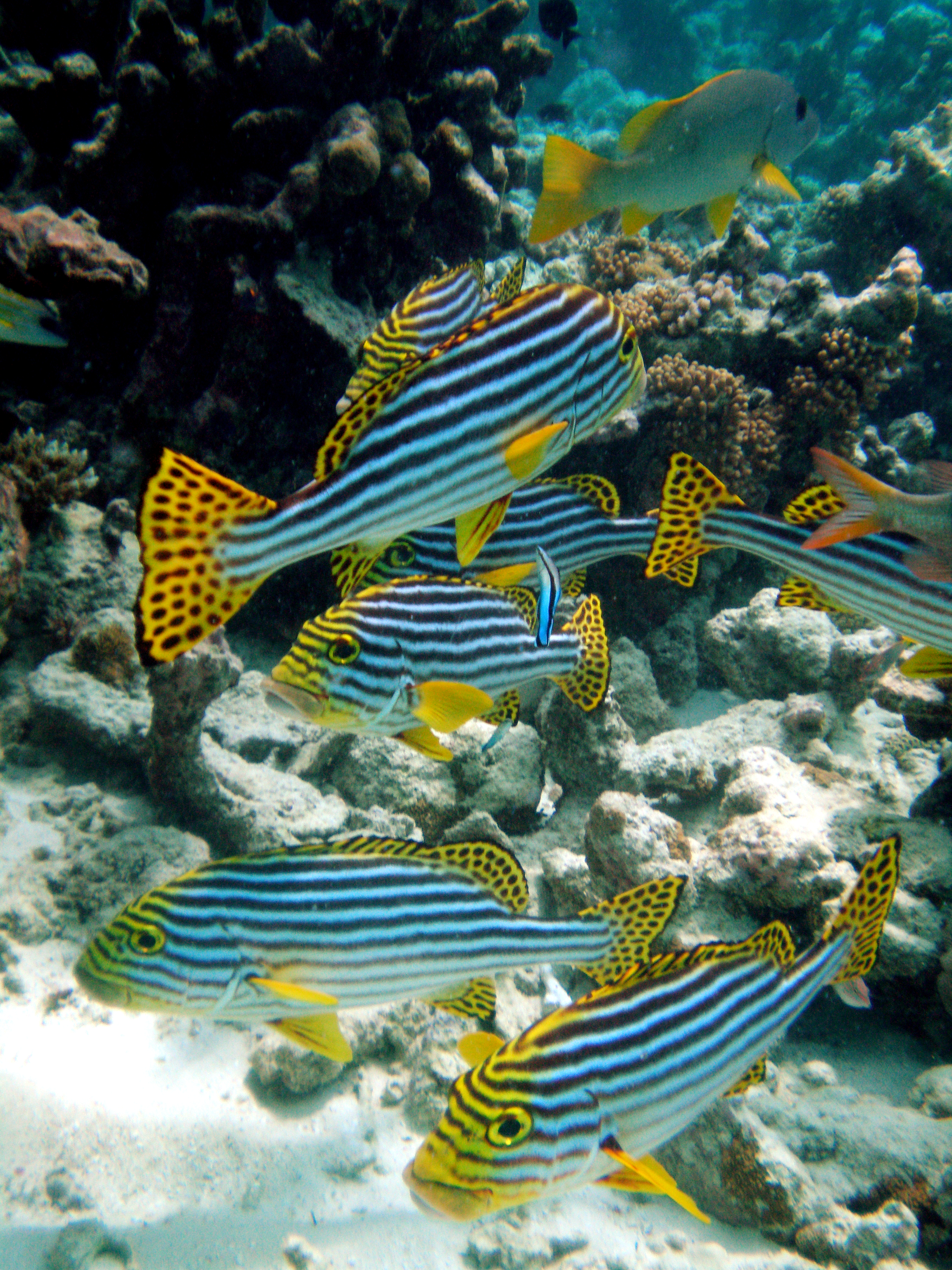
Plectorhinchus vittatus

La famiglia Haemulidae (Gill, 1885), Emulidi , comprende 137 specie di pesci ossei appartenenti all'ordine Perciformes. Sono comunemente detti emulidi.

## Distribuzione e habitat
Questa famiglia è presente in tutti i mari tropicali, subtropicali e, in parte, temperati caldi.
Nel mar Mediterraneo sono presenti quattro specie:
- Parapristipoma octolineatum
- Plectorhinchus mediterraneus
- Pomadasys incisus
- Pomadasys stridens.

P. stridens è un immigrante lessepsiano, catturato anche nel mar Ligure.
Nel 2020 un individuo di Orthopristis chrysoptera è stato catturato a Siracusa.
Si tratta di specie in massima parte marine costiere, con abitudini demersali, alcune specie sono eurialine e possono penetrare in acque salmastre. Poche specie vivono stabilmente in acqua dolce.

## Descrizione
L'aspetto di questi pesci ricorda gli Sparidae o gli Sciaenidae, il corpo può essere più o meno alto e compresso lateralmente o affusolato. La pinna dorsale è unica con la parte anteriore composta da raggi spinosi, alcuni raggi spinosi sono presenti anche sulla pinna anale. La bocca è piccola, con labbra carnose.
La colorazione è variabile, può essere smorta e grigiastra o vivace con colori soprattutto gialli e azzurri a seconda delle specie. Molte hanno un disegno a linee o fasce longitudinalo o oblique sul corpo. In varie specie si hanno due diverse livree, una giovanile (spesso molto appariscente) ed una adulta.
Sono pesci di media taglia, le specie più grandi raggiungono il metro di lunghezza.

## Biologia
Gli adulti sono esclusivamente notturni e si nascondono durante il giorno. Molte specie sono gregarie e formano fitti banchi.

### Alimentazione
Sono predatori, si nutrono di invertebrati bentonici.

### Riproduzione
Hanno uova pelagiche.

## Pesca
Molte specie hanno una grande importanza per la pesca nelle aree dove sono comuni.
Le carni sono ottime.

## Acquariofilia
Le specie con livrea giovanile appariscente sono spesso tenuti negli acquari corallini, quando crescono però, viste le notevoli dimensioni che possono raggiungere, necessitano di vasche molto capienti.

## Generi
- Anisotremus
- Boridia
- Brachydeuterus
- Conodon
- Diagramma
- Genyatremus
- Haemulon
- Haemulopsis
- Isacia
- Microlepidotus
- Orthopristis
- Parakuhlia
- Parapristipoma
- Plectorhinchus
- Pomadasys
- Xenichthys
- Xenistius
- Xenocys